# Marian Pasternak

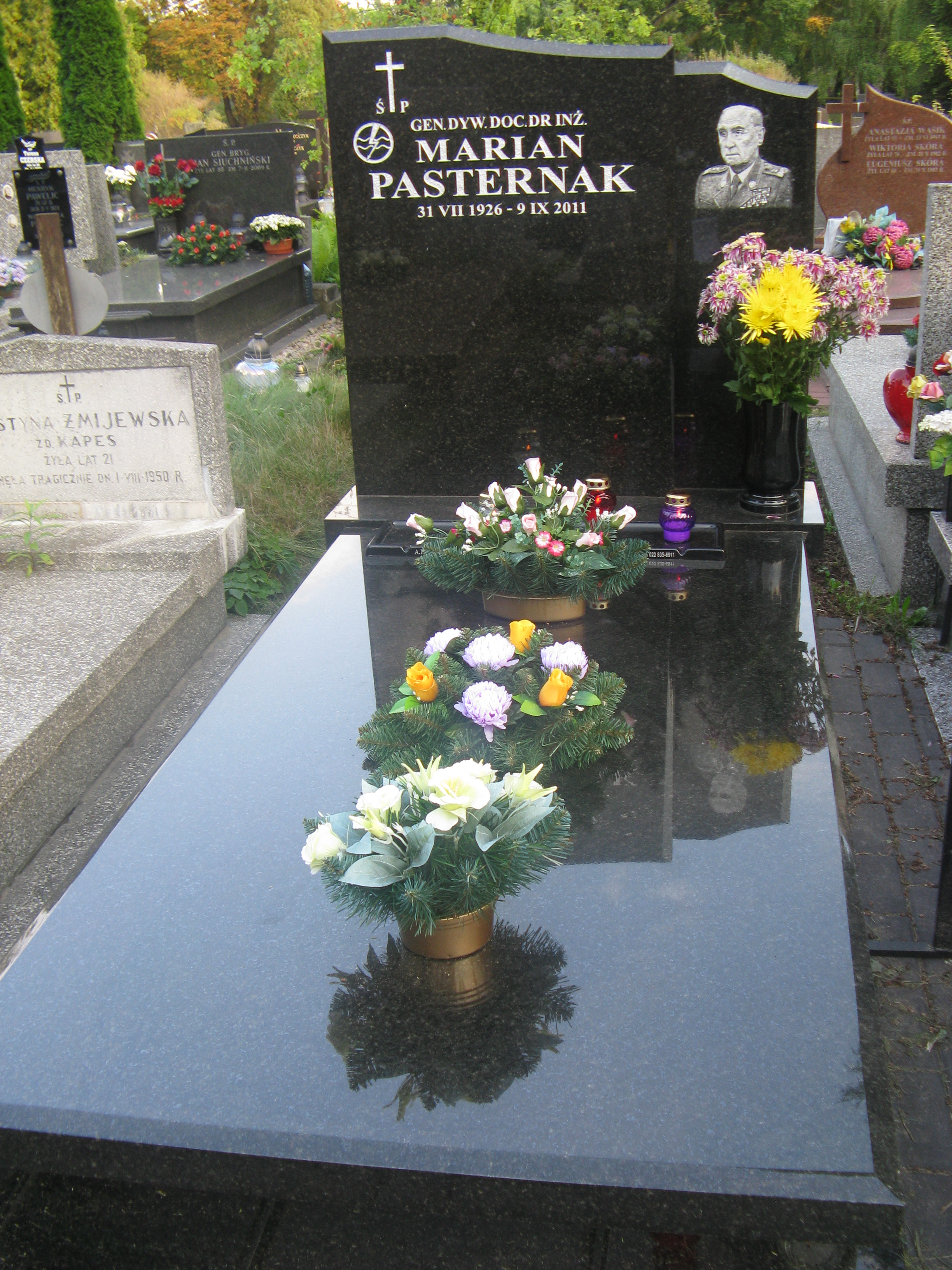
Grób gen. Mariana Pasternaka na Cmentarzu Wojskowym na Powązkach w Warszawie

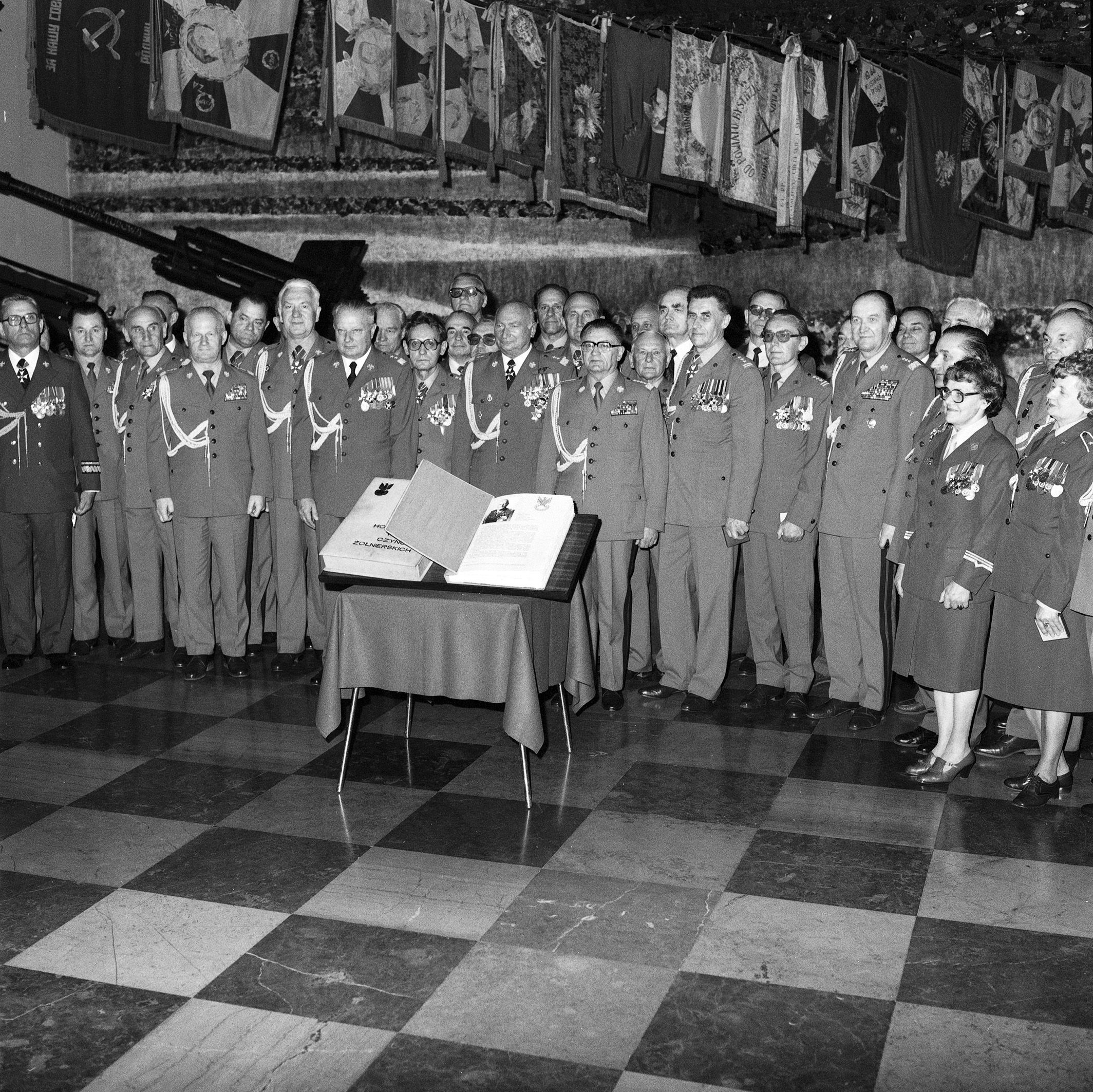
Spotkanie kierownictwa MON ze wszystkimi generałami, oficerami i żołnierzami WP wpisanymi do Honorowej Księgi Czynów Żołnierskich od czasu jej ustanowienia z okazji 40-lecia Zwycięstwa, Sala Zwycięstwa Muzeum Wojska Polskiego, 9 maja 1985 r. Od lewej: kontradmirał Aleksy Parol, gen. broni Józef Użycki, gen. bryg. Marian Pasternak, gen. broni Józef Baryła, gen. bryg. Henryk Kondas, gen. bryg. Władysław Jura, gen. dyw. Wiesław Wojciechowski, NN, gen. dyw. pil. Roman Paszkowski, gen. armii Florian Siwicki, płk Henryk Gradzik, płk Roman Leś, płk Tadeusz Bieniasz, NN, gen. broni Mieczysław Obiedziński, płk Stefan Rutkowski, płk prof. Stanisław Barański i inni

Marian Pasternak (ur. 31 lipca 1926 w Bohorodczanach, zm. 9 września 2011 w Warszawie) – doktor inżynier, generał dywizji Wojska Polskiego.

## Życiorys
Deportowany do ZSRR, tam wcielony do Armii Czerwonej. Do Wojska Polskiego przekazany do 1 Dywizji Piechoty. Przeszedł szlak bojowy 1 Dywizji. W czerwcu 1944 r. podchorąży Centralnej Szkoły Podchorążych w Riazaniu. Następnie uczył się w Oficerskiej Szkole Łączności w Zamościu. Na stopień oficerski mianowany w 1945 i wyznaczony na dowódcę plutonu w 19 samodzielnej kompanii łączności 10 Sudeckiej Dywizji Piechoty. Od 1945 w Wojskach Ochrony Pogranicza. W latach 1945–1947 dowódca plutonu, następnie dowódca kompanii i szef łączności 53 odcinka w Wałbrzychu 11 oddziału Ochrony Pogranicza. W latach 1948–1949 szef łączności Centralnego Poligonu Artylerii nr 3. Po ukończeniu w 1949 r. Kursu Doskonalenia Oficerów Łączności – oficer łączności w 47 pułku piechoty w Szczecinku. W latach 1950–1951 pełnił obowiązki szefa sztabu 38 batalionu łączności 1 Korpusu Armijnego w Wałczu, a w latach 1951–1952 szef sztabu 7 pułku łączności Pomorskiego Okręgu Wojskowego (POW). Dalej przez cztery lata starszy pomocnik szefa Oddziału Łączności w Sztabie POW. W latach 1956–1962 studiował w Wojskowej Akademii Technicznej (WAT), po czym pełnił funkcję starszego wykładowcy w Katedrze Bojowego Wykorzystania Sprzętu Wojskowego w Oddziale Uzbrojenia Rakietowego, a następnie zastępcy i szefa tejże katedry. Ukończył studia na Wydziale Matematyki Uniwersytetu Warszawskiego i studia podyplomowe w Instytucie Matematyki PAN. Od 1967 komendant Instytutu Automatyzacji Systemów Zarządzania WAT. W 1973 obronił doktorat nauk technicznych. Od 1974 kierował Zarządem XIV Informatyki Sztabu Generalnego WP.
W 1976 ukończył Kurs Operacyjno-Strategiczny w Akademii Sztabu Generalnego Sił Zbrojnych ZSRR w Moskwie.
Jako szef Zarządu Sztabu Generalnego WP mianowany w 1977 generałem brygady. W 1978 wyznaczony na szefa Wojsk Łączności MON. W latach 1983–1988 zastępca szefa Sztabu Generalnego WP ds systemów kierowania.
W 1984 ukończył Wyższy Kurs Akademicki dla kierowniczej kadry dowódczej w ASG SZ ZSRR.
W 1985 mianowany generałem dywizji. W latach 1988–1991 poza wojskiem – radca handlowy ds. inżynierii w Biurze Radcy Handlowego w Moskwie. Służbę wojskową zakończył w 1991 r. Osiadł w Warszawie, gdzie zmarł. Pochowany na Cmentarzu Powązkowskim d. Wojskowy (kwatera FII-7-11).

## Odznaczenia i wyróżnienia
- Krzyż Komandorski Orderu Odrodzenia Polski (1986)
- Krzyż Oficerski Orderu Odrodzenia Polski
- Krzyż Kawalerski Orderu Odrodzenia Polski
- Medal 30-lecia Polski Ludowej
- Medal 40-lecia Polski Ludowej
- Złoty Medal „Siły Zbrojne w Służbie Ojczyzny”
- Srebrny Medal „Siły Zbrojne w Służbie Ojczyzny”
- Brązowy Medal „Siły Zbrojne w Służbie Ojczyzny”
- Złoty Medal „Za zasługi dla obronności kraju”
- Srebrny Medal „Za zasługi dla obronności kraju”
- Brązowy Medal „Za zasługi dla obronności kraju”
- Wpis do Honorowej Księgi Czynów Żołnierskich (1984)